# Leader of the Pack
| Оценки критиков | Оценки критиков |
| Источник        | Оценка          |
| --------------- | --------------- |
| AllMusic        | Без оценки      |

«Leader of the Pack» — песня американской гёрл-группы  The Shangri-Las. Она была издана как сингл в 1964 году и возглавила американский чарт (Billboard Hot 100),
В 2004 году журнал Rolling Stone поместил песню «Leader of the Pack» в исполнении группы The Shangri-Las на 447 место своего списка «500 величайших песен всех времён». В списке 2011 года песня находится на 454 месте.
Кроме того, песня «Leader Of The Pack» в исполнении группы The Shangri-Las входит в составленный Залом славы рок-н-ролла список 500 Songs That Shaped Rock and Roll.

## Чарты
| Чарт (1965)                        | Наив. поз. |
| ---------------------------------- | ---------- |
| Канада (Canada Top Singles)        | 3          |
| Новая Зеландия (Lever Hit Parades) | 1          |
| Великобритания (OCC UK Singles)    | 11         |
| США (Billboard Hot 100)            | 1          |

## Версия группы Twisted Sister
В 1985 году свою версию как сингл выпустила рок-группа Twisted Sister. Это был первый сингл с их альбома Come Out and Play.